# 蘇迪 (喬治亞州)
蘇迪（英語：Sudie）是位於美國喬治亞州保爾丁縣的一個非建制地區。該地的面積和人口皆未知。

## 地理
蘇迪的座標為33°59′57″N 84°45′46″W / 33.99917°N 84.76278°W，而該地的平均海拔高度為341米（即1119英尺）。